# 가필드 펫 포스 3D
《가필드 펫 포스 3D》(영어: Garfield's Pet Force)는 2009년 공개된 미국의 영화이다.

## 줄거리
우주를 지킬 울트라 슈퍼 히어로가 온다!
먹는 게 취미고, 잠자는 게 특기인 게으른 고양이 가필드! 걱정고민 없이 카툰월드에서 행복하게 지내는 가필드에게 어느 날 갑자기 엄청난 임무가 떨어졌다! 바로 슈퍼악당 벳빅스로부터 카툰월드와 우주를 지켜내는 것! 우주를 정복하려는 사악한 슈퍼악당 벳빅스는 돌칸행성에서 훔친 거대한 위력의 무기로 카툰월드 사람들을 조정해 지배하려 한다. 먹보 고양이 가필드는 훈남 원조영웅 가주카와 힘을 합하여 악당을 물리치고 우주를 구할 수 있을까?